# Haplochernes ramosus
Espèce
Synonymes
- Chelifer ramosus L. Koch & Keyserling, 1885

Haplochernes ramosus est une espèce de pseudoscorpions de la famille des Chernetidae.

## Distribution
Cette espèce est endémique d'Australie.

## Description
L'holotype mesure 4,2 mm.

## Publication originale
- L. Koch & Keyserling, 1885 : Ordo Chelonethi. Die Arachniden Australiens nach der Natur beschrieben und abgebildet. Nürnberg, p. 44-51 (texte intégral).